# Marvel: Avengers Alliance
Marvel: Avengers Alliance fue un videojuego en línea desarrollado por Offbeat Creations y publicado por Playdom el 1 de marzo del 2012. La trama del juego se basaba en personajes e historias de Marvel Comics. La historia del juego fue escrita por Alex Irvine. El juego estaba disponible como una aplicación de Adobe Flash vía la red social Facebook.
Marvel: Avengers Alliance originalmente fue lanzado como publicidad para la película estrenada en 2012 por Marvel Studios: Los Vengadores. Fue nominado para "Mejor juego Social" en los G4tv.com Video Game Awards en 2012 y ganó. El juego se hizo disponible para dispositivos con iOS el 13 de junio del 2013.
El 1 de septiembre de 2016 se anunció que Disney cerraría el juego en todas sus plataformas (al igual que Marvel: Avengers Alliance 2) el 30 de septiembre de 2016.
El juego llegó a su fin el 30 de septiembre de 2016, dejando atrás una gran comunidad de jugadores tras el cierre.

## Trama
El jugador es un agente nuevo de S.H.I.E.L.D. el cual es enviado por Nick Fury y María Hill a completar misiones, derrotando villanos y secuaces. Mientras el juego progresa más héroes se unen al conflicto, los cuales pueden ser utilizados por el jugador como aliados en batallas.

### Temporada 1
En la primera temporada en juego gira en torno a un suceso galáctico conocido como "El Pulso" que llegará a la Tierra. Este fenómeno desprendió un compuesto extraño conocido como Iso-8, compuesto que se encuentra en forma de cristales. Varios villanos, organizaciones malvadas como A.I.M., La Hermandad de los Mutantes, La Mano, y la Maggia y otras amenazas extradimensionales intentan tomar ventaja del Iso-8 formando una alianza malvada conocida como "El Sindicato". La temporada acaba con la destrucción del Sindicato, la resurrección de Cráneo Rojo y una guerra interna en HYDRA.

### Temporada 2
En la segunda temporada, S.H.I.E.L.D viaja a varias partes del mundo, como San Francisco, Gran Bretaña, Wakanda y la Tierra Salvaje. Los héroes investigan el "Círculo de Ocho", una misteriosa organización que mata villanos de clase baja y a héroes por razones desconocidas. Se descubre que el Círculo de Ocho es dirigido por "La Serpiente": Cul Borson, el Dios del Miedo y hermano de Odín Borson. También se descubre que Cul está reuniendo a un grupo de héroes para que los convierta en "Los Dignos".

## Producción
La temporada 2 originalmente iba a salir el 18 de junio del 2013, pero el día del lanzamiento Playdom anunció que tardarían un rato más en sacar la temporada 2. La temporada 2 fue disponible en el juego el 1 de agosto de 2013.

## Modo de juego
Como agente de S.H.I.E.L.D. el agente puede crear su propio avatar caracterizado, al cual se le puede cambiar el atuendo, se puede personalizar el rostro, se puede cambiar el nombre del agente y las armas que utiliza. Nuevas armas y uniformes se van desbloqueando mientras el jugador progresa de nivel.
El juego se basa en peleas a base de turnos que tiene el jugador junto con los héroes contra enemigos diversos.
La historia del videojuego se divide en 2 temporadas, ambas tienen 12 capítulos disponibles. Cada capítulo se conforma de 6 misiones, con excepción del último capítulo de la temporada 2, que tiene solo 3.

## Características específicas del juego

### Recursos del juego
En el juego existen varias cosas que se pueden hacer, las cuales necesitan recursos para realizarse (comprar, investigar, entrenar, etc,).

#### Energías
Todas las batallas en el juego requieren energías. Las energías son un recurso que es necesario para empezar una pelea. Estos recursos se encuentran en una barra que te indica cuanta energía tienes. Todas las energías se recargan automáticamente con el tiempo y también se pueden rellenar de forma acelerada con energías reservadas que se pueden conseguir de varios métodos, al usar las energías reservadas se suman su valor a la cantidad de puntos que tenía la barra antes de usarlas. En caso de que se pierda la batalla no se le regresarán al agente las energías gastadas en la pelea y las habrá desperdiciado. Una vez que la barra de energía esté llena no se podrá acumular más energía aunque pase el tiempo, se tienen que gastar primero. Hay 3 tipos de energías diferentes en el juego, las cuales varían dependiendo del tipo de pelea:

##### Energía (Normal)
Estas energías se utilizan en batallas de las Temporadas 1 y 2, Operaciones Especiales y Misiones Diarias. Las batallas de una misión cuestan 10 energías cada una. La barra de energía se llena con 60 puntos de energía, esto equivale a 6 batallas que se pueden hacer cuando la barra de energía está completa. Las energías normales se regeneran a una velocidad de 1 punto cada 6 minutos, por lo que cada hora se alcanza la energía suficiente para una pelea.
Las energías de reserva se encuentran en 4 tipos:
- Energías Chicas: Aumentan 2 puntos de energía. Se consiguen como regalos de aliados o como recompensas de Incursión.
- Energías Medianas: Aumentan 10 puntos de energía. Pueden ser compradas en la tienda por 1 oro o como recompensa de Incursión.
- Energías Largas: Aumentan 25 puntos de energía. Se pueden conseguir por 2 oros en la tienda, como recompensa de despliegues y como recompensa de incursión.
- Energías Completas: Aumentan 60 puntos de energía (llenan la barra independientemente de cuantos puntos tenga la barra). Se pueden conseguir en la tienda por 5 oros, como recompensa de ruletas o como recompensa de incursión.

La página de Facebook del juego a veces da links a recompensas gratis, entre ellas a veces ciertos tipos de energías de reserva. Cuando un agente sube de nivel se regenera completamente la barra de energía. Al meterse a un mapa a de un aliado se pueden conseguir energías como recompensa.

##### Puntos de desafíos (Energía de JCJ)
Cada batalla de JCJ cuesta 1 Punto de Desafío. La barra se llena con 5 puntos y un punto se carga cada media hora. Las energías de reserva se encuentran en grupos de 1, 3 y 5, estas energías se consiguen como recompensas de Incursiones y como recompensas de algunas ruletas y bonos de "Elige tu recompensa".

##### Puntos de Simulador (Energías de Simulador)
Cada batalla del Simulador (a excepción de las batallas del Archivo de Villanos) cuesta 1 Punto de Simulador. Cada punto de Simulador se recarga cada 8 horas y la barra se llena con 3 puntos, por lo que cada 24 horas la barrase llena completamente.
Los puntos del Simulador se pueden conseguir en la tienda por oros (2 oros por 1 batalla de reserva y 5 oros por 3 batallas de reserva), por ruletas de misiones diarias (solo en la ruleta que recompensa con PC y Energías) y en ruletas de Jefes de Spec Ops en las Operaciones 20 y 23.

#### Puntos de Comando (PC)
Los Puntos de comando son los recursos en el juego que sirven para reclutar personajes, comprar uniformes de héroes y algunos Isos-8 Potenciados e Isos-A. Los Puntos de Comando se consiguen de varios métodos.
- En ruletas de jefes normales se encuentran en grupos de 1, 3 y 5 PC.
- En ruletas de Jefes Épicos se encuentran en grupos de 3, 5 y 10 PC.
- En ruletas de Batallas Heroicas se encuentran en grupos de 1, 3, 5 y 10 PC.
- En algunas ruletas de JCJ se encuentran en grupos de 1, 3, 5 o 10 dependiendo del torneo.
- En ruletas de Bonos Diarios se encuentran en grupos de 2, 20 y 50 PC (a excepción de cuando hay una Operación Especial activa, entonces solo se encuentra en grupos de 20 en dicha ruleta diaria).
- Al abrir Cajas Fuertes se pueden obtener Puntos de Comando en grupos de 1, 3, 5 o 10.

- Al conseguir 5 estrellas en una misión se otorgan 5 PC.
- Los puntos de comando pueden ser obtenidos al intercambiar oros por PC. Para conseguir dos PC debes pagar un oro.
- Al derrotar a todos los Jefes Épicos de un capítulo de la temporada 2 (las 6 misiones) se otorgan 10 PC.
- Al finalizar completamente un capítulo (todos los aspectos) se otorgan 10 PC.

También algunas veces raras la página de Facebook del juego otorga vínculos para PC gratis.

#### Plata
Es la moneda más usada en el juego, se usa para entrenar héroes, investigar artículos y comprar objetos en la tienda (algunos). En la mayoría de las veces artículos comprados con Plata se compran en conjunción con Puntos de S.H.I.E.L.D., es decir, que se necesita pagar una cierta cantidad de plata más una cierta cantidad de Puntos de S.H.I.E.L.D. para obtener el artículo, investigar, entrenar, etc.
La plata se consigue de muchos medios diversos:
- Completar 1 y 2 estrellas de maestría en una misión. Se otorga 250 plata por 1 estrella y 1000 plata por la segunda.
- Completar batallas. Una batalla fácil otorga 30 plata, una de mediana dificultad otorga 80 plata, una batalla difícil otorga 110 plata, una batalla de Jefe otorga 140 plata, una batalla de Jefe Épico o Batalla Heroica otorga 260 plata y una Incursión otorga 310.
- Completar despliegues otorga 30 platas.
- Terminar en ciertas ligas de torneo de JCJ. Al terminar en liga plata se otorga 100,000 plata, al ganar cada una de las 5 batallas diarias para desbloquear la ruleta diaria se otorga 500 plata, ganar una batalla después de las 5 diarias se otorga 50 plata.
- Completar un desafío del Simulador (batalla) por primera vez otorga 10,000 plata.
- Vender artículos en la tienda.
- Enviar héroes a Operaciones Remotas en la Cubierta de Vuelo otorga diferentes cantidades de plata dependiendo del nivel de la nave, tiempo de duración de la Operación Remota y Nivel del Agente.
- Pelar contra Jefes Grupales. El daño que se le hace a un Jefe Grupal se le recompensa al jugador con plata, mientras más daño haga más plata recibe.
- Mapas de Aliados. Al meterte al mapa de un aliado se puede conseguir plata. Un edificio que recompensa plata otorga 2,160 plata (3 monedas de 720).
- Al completar todos los despliegues de un capítulo de la temporada 2 (las 6 misiones) se otorga 5,000 plata.

La plata también puede ser comprada por dinero real o ser cambiada por tarjetas de Facebook.

#### Oro
Es el recurso más escaso del juego y probablemente el más valioso. Se utiliza para comprar artefactos Élite y de tiempo limitado (armas, trajes, héroes, juegos de armas). Se puede utilizar también para conseguir otros recursos (PC, Puntos de S.H.I.E.L.D. e Isos-8 Inestables) intercambiando oros por estas cosas. Los oros se consiguen de diversos modos:
- Cuando un agente sube de nivel se le otorga 1 oro.
- Cuando se consigue 4 estrellas en una misión se otorga 1 oro.
- En la ruleta del bono diario se pueden conseguir 1 y 10 oros, pero durante una operación especial solo está disponible conseguir 10 oros.
- Al terminar en liga oro (o una liga mayor) un torneo de JCJ se otorgan 10 oros.
- En un bono de JCJ se pueden conseguir 1 o 10 oros.

En la temporada 2 al completar las misiones se pueden conseguir varios recursos. Las maneras de conseguir oro en la temporada 2 son:
- Al completar todas las Incursiones de un capítulo en la temporada 2 (de las 6 misiones) se otorgan 5 oros.
- Al completar todas las Batallas Heroicas de un capítulo se otorgan 5 oros.
- Al completar todas las tareas de un capítulo se otorgan 10 oros.
- Al completar un capítulo (todos los aspectos del capítulo) se otorgan 10 oros.

De manera rara se pueden conseguir oros por links de la página de Facebook del juego de manera gratuita. También se pueden comprar oros con dinero real o cambiarlos por una tarjeta de juego de Facebook. También hay maneras de ganar oros al comprar algo en una compañía que tiene trato con los creadores del juego.

#### Puntos de S.H.I.E.L.D.
Similar a la plata, este recurso se usa para comprar objetos, entrenar héroes e investigar artefactos. La mayoría de las veces este recurso se gasta en conjunto con la plata.
Los Puntos de S.H.I.E.L.D. se pueden conseguir por varios medios:
- Recibirlos como regalos de aliados (1 punto).
- Se pueden conseguir en mapas de aliados (3 puntos por edificio).
- Cuando un aliado usa una Llamada de auxilio de otro agente, al agente del cual consiguió la llamada se le otorga un punto de S.H.I.E.L.D.
- Al meterse por cuarto día seguido al juego se otorgan 5 puntos (después se entregaran PC por cada día consecutivo, para conseguir Puntos de S.H.I.E.L.D. por este medio de nuevo se tiene que perder un día de juego y que se reinicie el contador de días seguidos).

Cuando algún amigo de Facebook comparte una publicación del juego y alguien más accede al juego haciendo click en esa publicación, el jugador que seleccionó la publicación se le otorga un Punto de S.H.I.E.L.D.

#### Experiencia (PE o Puntos de Experiencia)
La experiencia es el recurso que utilizan el agente y héroes para subir de nivel. Cada personaje (y el agente) tiene una barra que debe ser llenada con PE para poder subir de nivel. Cuando el agente llena su barra sube automáticamente de nivel, en cambio, cuando un héroe llena su barra debe entrenar para subir de nivel.
El agente puede conseguir experiencia de 2 maneras:
- Completando batallas. Cuando se termina una batalla se le otorga al agente una cierta cantidad de PE dependiendo de su rendimiento y dificultad de la batalla.
- Recompensas de tareas. Algunas tareas otorgan PE como recompensas al completarlas, un ejemplo claro es la tarea diaria de "Completa la misión diaria" la cual otorga 1000 PE al agente si es completada.

Un héroe puede conseguir PE por 2 maneras:
- Completando batallas. Cuando se termina una batalla se le otorga al héroe una cierta cantidad de PE dependiendo de su rendimiento y dificultad de la batalla.
- Operaciones remotas. Cuando se envía a un héroe a una operación remota se le da PE dependiendo de la duuración de la operación.

### Atributos
Todos los personajes tienen su poder sobre la base de atributos. Estos atributos pueden ser aumentados con Isos-8 y así poder hacer al personaje más fuerte en ciertas áreas. Los 6 atributos que existen en el juego son:
- Vida: Indica que tantos daño puede resistir el personaje.
- Aguante: Todos los ataques (a excepción de unos ataques contados) utilizan una cierta cantidad de aguante. El aguante indica qué tanto puede pelear un personaje antes de tener que recargar aguante (acción que cuenta como un ataque, pero en vez recarga parte del aguante).
- Ataque: Indica cuanto daño (aparte del nivel de poder del arma) infligen los ataques del personaje.
- Defensa: Indica que tanta resistencia a daño tiene un personaje, mientras mayor sea la defensa, menos daño recibe de ataques en general.
- Precisión: Indica que tanta probabilidad hay de que los ataques que haga el personaje sean críticos. Cuando un ataque es crítico hace hasta el doble del daño que haría normalmente.
- Evasión: Indica la probabilidad que tiene un personaje para evadir los ataques de un enemigo, así no recibe daño por el ataque.

### Iso-8 (Isótopo-8)
Los cristales de Isos-8 son un punto crucial en la historia de la primera temporada y tiene varios usos dependiendo del tipo de Iso-8 del que se esté hablando.

#### Iso-8 para personalización

##### Isos-8 para atributos
Estos cristales se le pueden colocar a los héroes y al agente para que suban sus atributos, dependiendo del color son los atributos que aumentan
- Rojo: Aumentan ataque y precisión.
- Azul: Aumentan vida y aguante.
- Amarillo: Aumentan defensa y evasión.
- Naranja: Aumentan ataque, defensa, evasión y precisión.
- Verde: Aumentan vida, aguante, defensa y evasión.
- Morado: Aumentan vida, aguante, ataque y precisión.
- Prismático: Aumentan varias combinaciones variadas de atributos. Los Isos-8 prismáticos "Caóticos" aumentan todos los atributos.

Estos cristales se encuentran de varias formas, las cuales se van desbloqueando mientras el agente sube de nivel y mientras más tarde en el juego se desbloquean más puntos de atributos son los que suben. Estos tipos de cristales son:
- Astillas: Se encuentran disponibles desde el inicio del juego.
- Fragmentos: Se desbloquean cuando el agente llega a nivel 30.
- Esquirla: Se desbloquean cuando el agente llega a nivel 60.
- Cristal: Se desbloquean cuando el agente llega a nivel 100.
- Reactivos: Se desbloquean cuando el agente llega a nivel 125. Los Isos-8 reactivos son personalizados, por lo que la cantidad de puntos que suban depende del nivel del agente cuando los equipe, mientras más alto el nivel, mayor el puntaje de atributos que sube.

##### Isos-8 Potenciados
Los Isos-8 potenciados son Isos-8 de forma rectangular que provocan que al héroe o al agente que los tenga equipados se le otorguen potenciadores para aumentar el poder del personaje. Estos Isos-8 se clasifican por la restricción de personajes a los que se les pueden equipar:
- Iso-8 Potenciado (Normal): Pueden ser adquiridos en la tienda a cambio de CP o como recompensa en la ruleta de una Misión Diaria. Estos Isos-8 potenciados pueden ser equipados por cualquier personaje.
- Isos-8 Potenciados de restricción de clase: Estos Isos se pueden obtener en la tienda a cambio de oros o como recompensa en la ruleta de una Misión Diaria. Estos Isos solo pueden ser equipados por héroes de una cierta clase y, en caso del agente, solo en uniformes de esa clase.
- Isos-8 Potenciados de restricción de personaje: Estos Isos se pueden comprar (algunos) en la tienda a cambio de oros o como recompensas de ruletas de batallas heroicas y en algunas ocasiones en ruletas de jefes de Operaciones Especiales. Estos Isos-8 solo pueden ser equipados por un personaje específico o para el agente específicamente.

##### Isos-A (Isos-8 Aumentados)
Similares a los Isos-8 Potenciados, estos Isos de forma circular sirven para añadirle potenciadores específicos a un cierto ataque de un héroe. Se les pueden añadir hasta 4 por héroe (1 por cada ataque). Los Isos-A sirven solo pueden ser equipados para el tipo de ataque para el que están diseñados. Los Isos-A también tienen una restricción de número de ataque, así que a pesar de que un héroe tenga el tipo de ataque que se aumentaría por el Isom si el Iso no sirve para ese número de ataque no se le puede equipar. Los Isos-A no se le pueden colocar al agente, solo a héroes.
| Melé      | A distancia | Pistola   | Eléctrico   | Invocar        | Hielo    | Fuego    | Cortante | Sin armas | Terrestre | Energía |
| Radiación | Técnico     | Explosión | Potenciador | Despotenciador | Vibranio | Kinético | Magia    | Curar     | Sónico    | Bio     |

Los Isos-A se clasifican de acuerdo a sus restricciones de uso:
- Isos-A (Normal): Estos Isos pueden ser equipados por cualquier héroe si tiene el tipo de ataque para el cual el Iso está diseñado y si el Iso se puede equipar en ese número de ataque.
- Isos-A de restricción de personaje: Estos Isos solo se pueden equipar en un ataque para un héroe específico.

#### Isos-8 Inestables
Estos Isos sirven como recursos para pelear batallas en las Operaciones Especiales y también para investigar armas de Operaciones Especiales. Una batalla de Operaciones Especiales de secuaces cuesta 10 energías más 10 Isos-8 inestables, en cambio una batalla de Jefe, Mini-Jefe o Jefe Épico cuesta 10 energías y 20 Isos-8 inestables. El precio de una investigación de arma varía.

### Clases
Todos los héroes en el videojuego están divididos en 6 clases de héroes. Cada clase tiene sus propios beneficios y desventajas a excepción de los Generalistas. Las ventajas las obtienen al atacar o al ser atacados por una cierta clase, mientras que esto también los pone en desventaja si atacan a una clase que se beneficia de que sean atacados.

#### Detonante
Todos los ataques de Detonantes son ataques críticos garantizados cuando son hacia un Guardia. Cuando un Detonante ataca o es atacado por un Guardia, el Detonante obtiene un potenciador llamado "Ataques enfocados" el cual, garantiza que el siguiente ataque que haga el Detonante contra cualquier enemigo será un ataque crítico e ignorará la defensa de su enemigo.

#### Guardia
Cuando un Guardia ataca o es atacado por un Combatiente, el Guardia obtiene un potenciador llamado "Furia" el cual, incrementa todos los atributos del Guardia y se aplica hasta 2 veces.

#### Combatiente
Cuando un Combatiente ataca a un Espía, el Combatiente le hace un ataque seguido al Espía. Cuando un Combatiente ataca a un Espía el Combatiente obtiene un potenciador llamado "Combate cuerpo a cuerpo" el cual, dura una ronda y garantiza que el próximo ataque a un objetivo individual otorga un ataque secuencial. También hace que los ataques tengan una mayor probabilidad de acertar, que los ataques ignoren la mayoría de los efectos de evasión y se reduce el daño recibido por el Combatiente de contraataques y ataques secuenciales.

#### Espía
Cuando un Espía ataca o es atacado por un Estratega el Espía obtiene un potenciador llamado "Reflejos de combate" el cual, hace que el Espía contraataque los ataques enemigos, hace que los ataques del Espía se conviertan en "Ataques sigilosos", le da una probabilidad de evadir ataques enemigos y aumenta el daño infligido por el Espía en un 35%.

#### Estratega
Cuando un Estratega ataca o es atacado por un Detonante obtiene un potenciador llamado "Maniobras tácticas" el cual le otorga un turno adicional inmediato al Estratega. Una vez que el Estratega usa su turno adicional recibe un despotenciador llamado "Opciones agotadas", el cual le impide que tenga más turnos adicionales por esa ronda.

#### Generalista
Los Generalistas no obtienen ningún beneficio de atacar a las demás clases y tampoco ninguna desventaja.

#### Clases Dobles
Algunos héroes tienen 2 clases juntas en vez de solo una, de esta manera adquieren los beneficios de ambas clases pero también las desventajas de ambas.

### Héroes
Los héroes son los compañeros en batalla del agente. Siempre que ingresas en batalla puedes poner 2 héroes máximo (a excepción de Doctor Doom o Kang). Cada héroe tiene un tipo de clase.
Todos los héroes tienen 4 ataques únicos que dejan despotenciadores y potenciadores específicos aparte de bajar vida. Los ataques de los héroes son creados sobre la base de los poderes y habilidades del héroe.
Actualmente hay 156 héroes jugables en el juego.

#### Reclutamiento de héroes
Solo puedes usar héroes que hayas reclutado antes. Viuda Negra y Iron-Man son los únicos héroes que se reclutan gratuitamente, al inicio del juego comienzas con ambos. Hay varias maneras de reclutar un héroe:

##### Héroes reclutables por PC
Estos héroes son la mayoría de los héroes. También los héroes de Operaciones Especiales y JCJ se pueden comprar con PC después de un tiempo. Los precios de estos héroes varían: 90 PC los Normales, 135 PC los de JCJ y 200 PC los de Operaciones Especiales. Los demás héroes reclutables por PC cuestan menos de 90 PC.

##### Héroes reclutables por JCJ
Cuando terminas un torneo de JCJ en liga "Adamantio" se te da de recompensa (aparte de las recompensas de todas las ligas anteriores) un héroe nuevo. Este héroe podrá ser reclutado con PC después de un buen tiempo de que acabe el torneo.

##### Héroes recutables por Operaciones Especiales
Cuando terminas todas las 25 tareas de una Operación especial (a excepción de la Operación Especial #22 donde había 26 tareas) se te da un héroe elite (a excepción de la Operación Especial #26 en la cual se otorgaba el uniforme "Hulkbuster" para Iron-Man y la Operación Especial #34 donde se otorgaban 2 héroes: Maravilla Azul y Thor [Jane Foster]). Estos héroes pueden ser reclutados después de un tiempo con PC's por 200 PC's.

##### Héroes reclutables por colecciones
Algunos villanos son disponibles para reclutarse por medio de completar colecciones. Estos héroes solo se pueden reclutar por medio de colección completa antes de que expiren.

##### Héroes reclutables por tareas
Ha habido ciertas tareas por tiempo limitado que al ser completadas se le otorgaba un héroe. Algunos héroes de cajas fuertes también entran en esta categoría (Doctor Doom, Híbrido y Howard el Pato) porque tenían tareas diarias que otorgaban cajas fuertes por completarlas. También algunos de estos héroes se hicieron disponibles de nuevo y se pueden reclutar con PC, pero no todos.

#### Niveles de héroes
Los héroes también suben de nivel. Para hacer esto el héroe debe de haber llenado su barra de PE y tener la plata y los puntos de S.H.I.E.L.D. necesarios para poder entrenarlo. Una vez que el héroe tenga su barra de PE llena y una vez pagado el entrenamiento se debe esperar un cierto tiempo para que el héroe suba de nivel (dependiendo del nivel al que esté subiendo). Mientras el héroe esté en entrenamiento no se puede utilizar para ninguna batalla o despliegue (pero sí se puede usar en JCJ).Todos los héroes al reclutarse inician con el nivel 1.

##### Bahía de entrenamiento
Las bahías de entrenamiento son los espacios disponibles para entrenar a un héroe. Anteriormente solo había una bahía, lo cual implicaba que solo podías entrenar a un héroe a la vez. Recientemente se hizo disponible una segunda bahía de entrenamiento pero para desbloquearla se necesita pagar 100 oros. No puedes entrenar a un héroe si no hay una bahía de entrenamiento que esté disponible.

##### Bonos de subir de nivel
Cuando un héroe sube de nivel desbloquea ciertos beneficios para él o ella. Hay diversos beneficios en varios aspectos.

###### Espacios de Iso-8 (normales)
Un héroe puede equipar hasta 8 Isos-8 (normales). El primer espacio de Isos-8 se desbloquea a nivel 3 y al progresar de nivel se aumentan los espacios que se pueden equipar. Una vez que se equipa un Iso-8 a un héroe no se puede remover a menos que sea remplazado por uno nuevo, cuando esto pasa el Iso-8 que estaba anteriormente se destruye y se pierde, no pudiendo utilizarlo de nuevo.

###### Espacios de Isos-8 Potenciados
Un héroe con su uniforme estándar (el uniforme que trae puesto al reclutarlo) puede equipar hasta 2 Isos-8 potenciados si el héroe cumple con los requisitos que pide el Iso para poder equiparlo. Cuando un héroe se le cambia el uniforme solo se le puede equipar 1 Iso Potenciado ya que el uniforme nuevo le da potenciadores extras al héroe (que es lo mismo que haría un Iso-8 potenciado). La única excepción a esto es Hiperión, el cual puede seguir equipando 2 Isos-8 Potenciado a pesar de tener equipado su uniforme alterno.

###### Espacios de Isos-A
Un héroe puede equipar hasta 4 Isos-A, uno por cada ataque del héroe. Cuando se desbloquea 1 espacio se le puede equipar a cualquiera de las 3 acciones que el héroe tiene desbloqueadas hasta ese momento. Cuando desbloquea 2 espacios se le pueden equipar 2 Isos-A a cualquiera de los 4 ataques y así sucesivamente. Cuando alcanza nivel 14 se le puede equipar 1 Iso-A por cada ataque si es que tiene Isos-A que puedan ser equipados para ese tipo de ataque.

###### Bonos de JCJ
Todos los héroes dan un bono de atributos a los equipos de JCJ (ataque y defensa), dependiendo de su clase es el atributo que aumentan:
- Estrategas: Aumentan vida y aguante.
- Detonantes: Aumentan ataque.
- Guardias: Aumentan defensa.
- Combatientes: Aumentan precisión.
- Espías: Aumentan evasión.
- Generalistas: Aumentan todos los atributos, pero los separan en 3 grupos: "Vida", "Aguante" y "Los demás".

Una vez que el héroe llega a nivel 10, aparte del bono que da por su nivel a los equipos de JCJ se les da un bono adicional conocido como "Bono Élite". Hay 6 tipos de este bono y este va aumentando cada vez que sube de nivel el héroe. El orden los bonos de nivel 10 al 15 son: Bono Élite de Bronce, Plata, Oro, Diamante, Vibranio y Adamantio.

###### Habilidad de Clase Avanzada
Cuando el héroe llega a nivel máximo (nivel 15), se desbloquea una habilidad especial para el héroe. Esta habilidad le otorga al héroe una acción rápida que le otorga al héroe el potenciador que se le otorga a su clase cuando es atacado o ataca a la clase contra la que es fuerte. Por lo que ahora el héroe no necesita tener un oponente de la clase contra la que es fuerte para que obtenga beneficios de clase, solo debe usar la acción rápida.
Esta acción varía de acuerdo a a la clase del héroe.

##### Entrenamiento con Oros
Los héroes se entrenan con plata y puntos de S.H.I.E.L.D., pero también se puede pagar oros para acelerar el proceso de entrenamiento.

###### Subir de nivel en cualquier momento
Normalmente para entrenar a un héroe se tiene que llenar su barra de PE, pagar los recursos necesarios y esperar a que termine su entrenamiento en la bahía de entrenamiento. Este proceso se puede saltar en cualquier momento pagando con oros y automáticamente subiendo el nivel del personaje sin tener que pagar plata, puntos de S.H.I.E.L.D., tener la barra de PE llena o esperar el tiempo en la bahía.
Puedes entrenar un héroe de esta manera aunque tengas las bahías ocupadas ya que no las ocupa.

###### Acabar el tiempo de espera del entrenamiento
Una vez que un héroe está en la bahía de entrenamiento se tarda un cierto tiempo en subir al siguiente nivel. Durante este tiempo el héroe no se puede usar a excepción de que esté en el equipo de JCJ. Se puede acelerar el tiempo para que termine de entrenar inmediatamente al pagar con oros. El precio de esto varía dependiendo del tiempo que le falta al héroe para acabar el entrenamiento. Mientras más tiempo se salte más cuesta.
- Cuando al héroe le faltan menos de 5 minutos para acabar el entrenamiento se puede acelerar esos 5 minutos de manera gratuita. Como el entrenamiento para nivel 2 tarda 3 minutos se puede acelerar de manera gratuita.

##### Tabla de entrenamiento de héroes
- Tabla que muestra los beneficios, requisitos y precios para entrenar héroes a todos los niveles.

| Nivel | PE     | Plata     | Puntos de S.H.I.E.L.D. | Tiempo de entrenamiento  | Desbloquea                                                                     | Entrenamiento por Oros (Opcional)   | Entrenamiento por Oros (Opcional)            |
| Nivel | PE     | Plata     | Puntos de S.H.I.E.L.D. | Tiempo de entrenamiento  | Desbloquea                                                                     | Subir de nivel en cualquier momento | Acabar el tiempo de espera del entrenamiento |
| ----- | ------ | --------- | ---------------------- | ------------------------ | ------------------------------------------------------------------------------ | ----------------------------------- | -------------------------------------------- |
| 1     | N/A    | N/A       | N/A                    | N/A                      | N/A                                                                            | N/A                                 | N/A                                          |
| 2     | 250    | 500       | 8                      | 3 minutos                | Acción 2                                                                       | 4                                   | Gratis                                       |
| 3     | 438    | 1,000     | 9                      | 15 minutos               | Espacio 1 de Iso-8                                                             | 6                                   | 2                                            |
| 4     | 656    | 2,000     | 10                     | 30 minutos               | - Espacio 2 de Iso-8 - Espacio de Iso-8 Potenciado (Solo en uniforme estándar) | 10                                  | 3                                            |
| 5     | 902    | 5,000     | 12                     | 1 hora                   | Espacio 3 de Iso-8                                                             | 15                                  | 5                                            |
| 6     | 1,173  | 8,000     | 15                     | 2 horas                  | Acción 3                                                                       | 25                                  | 7                                            |
| 7     | 1,466  | 15,000    | 18                     | 4 horas                  | Espacio 4 de Iso-8                                                             | 35                                  | 11                                           |
| 8     | 1,781  | 30,000    | 22                     | 8 horas                  | - Espacio 5 de Iso-8 - Primer espacio de Iso-A                                 | 48                                  | 17                                           |
| 9     | 2,114  | 50,000    | 26                     | 12 horas                 | Acción 4                                                                       | 64                                  | 22                                           |
| 10    | 2,467  | 100,000   | 30                     | 16 horas                 | - Espacio 6 de Iso-8 - Segundo espacio de Iso-A - Bono Élite de Bronce         | 85                                  | 29                                           |
| 11    | 2,837  | 200,000   | 35                     | 20 horas                 | - Espacio 7 de Iso-8 - Bono Élite de Plata                                     | 110                                 | 34                                           |
| 12    | 3,223  | 300,000   | 40                     | 24 horas                 | - Espacio 8 de Iso-8 - Tercer espacio de Iso-A - Bono Élite de Oro             | 125                                 | 45                                           |
| 13    | 6,159  | 400,000   | 45                     | 28 horas                 | - Espacio de Iso-8 Potenciado - Bono Élite de Diamante                         | 140                                 | 45                                           |
| 14    | 7,994  | 500,000   | 50                     | 32 horas                 | - Cuarto espacio de Iso-A - Bono Élite de Vibranio                             | 160                                 | 45                                           |
| 15    | 18,540 | 600,000   | 75                     | 36 horas                 | - Habilidad de Clase Avanzada - Bono Élite de Adamantio                        | 185                                 | 45                                           |
| Total | 50,000 | 2,211,500 | 395                    | 182 horas con 45 minutos | N/A                                                                            | 1012                                | 310                                          |

clases distintas, uno con la clase estándar del héroe (la que tiene cuando se recluta) y otro uniforme con otra clase, de esta manera se puede cambiar la clase del héroe permitiéndole pelear contra villanos que le hubieran sido más difíciles de derrotar con su clase original. Normalmente los uniformes con clase distinta a la estándar del héroe cuestan más caros.
Otro beneficio de los Uniformes es que otorgan potenciadres al héroe que se le quedan por toda la batalla, como consecuencia de esto solo se le puede equipar 1 Iso-8 Potenciado en vez de 2 como lo haría en su uniforme estándar.

#### Lista de héroes
A continuación se muestra la lista de héroes y uniformes con sus respectivos precios y clases.

##### Indicaciones para entender tabla
- Los uniformes que solo eran disponibles como tiempo limitado originalmente pero ahora se pueden comprar normalmente se marcarán normalmente, si no se marcarán como "Expirado".
- En "Modo de reclutamiento alterno" si aparece "JCJ" significa que se reclutaba al terminar ese torneo en Adamantio, si aparece "Operaciones Especiales" significa que se desbloqueaba terminando las tareas de la Operación y si aparece "Tareas" indica que se reclutaba completando unas ciertas tareas de tiempo limitado y si aparece "Cajas Fuertes (con su tipo respectivo)" se reclutaba (o recluta aún si no ha expirado) completando la colección de 8 cómics. Todas estas maneras alternas de reclutar en caso de ser completadas correctamente otorgaban al héroe de manera gratuita.
- Iron Man y Viuda Negra se otorgan al inicio del juego, por lo que son héroes gratuitos.
- Cuando el agente desbloquea JCJ se le otorga reclutar a Cíclope, Mujer Invisible, Puño de Hiero, Ms. Marvel o a Mujer Hulk de manera gratuita, no se pondrá en la tabla que podían ser reclutados de manera gratuita, solo se menciona aquí.
- Algunos héroes se reclutaban por tareas, si estos están disponibles para reclutarse por PC se pondrá su precio como héroes normales, si no se marcarán como "Expirado".
- Los héroes de Cajas Fuertes que no han expirado se marcarán como "Bloqueado", mientras que los que ya expiraron se marcarán como "Expirado".
- Los héroes que pueden cambiar de clases con acciones no se les marcarán las clases a las que cambian, solo la clase inicial.

- Cada punto indica un uniforme diferente, si hay 2 puntos es que hay 2 uniformes distintos para ese héroe.

El orden de los uniformes es el mismo orden en todos los cuadros relacionados con uniformes. Aquí se muestra la clave para entender el orden de los datos:
| Nombre del héroe | Uniforme(s)                            | Clases de uniforme(s) | Precio(s) de Uniforme(s) (Puntos de Comando) |
| ---------------- | -------------------------------------- | --- | --- |
| X                | - Uniforme a - Uniforme b - Uniforme c | - Clase 1 de Uniforme a y Clase 2 de Uniforme a - Clase 1 de Uniforme b y Clase 2 de Uniforme b - Clase 1 de Uniforme c y Clase 2 de Uniforme c | - Precio de Uniforme de Clase 1 de Uniforme a y Precio de Uniforme de Clase 2 de Uniforme a - Precio de Uniforme de Clase 1 de Uniforme b y Precio de Uniforme de Clase 2 de Uniforme b - Precio de Uniforme de Clase 1 de Uniforme c y Precio de Uniforme de Clase 2 de Uniforme c |

Aquí un ejemplo con un personaje:
| Nombre del héroe | Nombre(s) de Uniforme(s) | Clases de uniforme(s) | Precio(s) de Uniforme(s) (Puntos de Comando) |
| ---------------- | --- | --- | -------------------------------------------- |
| Iron Man         | - Iron Man de Avengers: Era de Ultrón - Armadura Mk V de Iron Man - Iron Man de Los Vengadores - Armadura Mk 42 de Iron Man | - Detonante y Guardia (Clase Doble de Guardia y Detonante cuando se transforma en Hulkbuster) - Estratega y Detonante - Estratega y Detonante - Estratega y Detonante | - Expirado - 60 y 45 - 66 y 50 - 74 y 63     |

###### Casos especiales de los Uniformes
- El uniforme de Iron Man "Iron Man de Avengers: Age of Ultron" puede transformarse en la armadura Hulkbuster como acción rápida expandible de "Recarga". La armadura Hulkbuster tiene clase doble. Este es el único uniforme que tiene clase doble. También es el único uniforme que ha sido dado como recompensa de Operaciones Especiales en vez de un héroe (Operación Especial 26), por ello se marcará como "Expirado".
- Los uniformes de "Guardianes" de los Guardianes de la Galaxia no están expirados, pero era necesario completar unos desafíos del simulador especiales para cada Guardián que solo se podían realizar si tenías al Guardián correspondiente para poder desbloquear su traje de Guardián. Estas batallas de Simulador ya han expirado por lo que no se pueden obtener los uniformes de Guardianes. Por esta razón esos uniformes se marcarán como "Expirado". En caso de que sí se completaron los desafíos el jugador podría comprar los uniformes como cualquier uniforme normal.
- El uniforme de Hulk "Hulk: Era de Ultrón" se desbloqueaba por el mismo medio que los uniformes de "Guardianes" por lo que se marcará como "Expirado" también.
- Al completar completamente un capítulo de la temporada 2 se otorga un uniforme Élite para un cierto héroe (dependiendo del capítulo completado), estos uniformes de marcarán como "Recompensa de temporada 2".
- Los uniformes de Híbrido solo tienen 1 clase, es decir, solo existe una clase por uniforme (un uniforme por cada clase menos Generalista).

| Nombre del héroe         | Clase(s)              | Precio (Puntos de comando)  | Modo de reclutamiento alterno a puntos de comando | Uniformes | Uniformes | Uniformes                                                                          |
| Nombre del héroe         | Clase(s)              | Precio (Puntos de comando)  | Modo de reclutamiento alterno a puntos de comando | Nombre(s) de uniforme(s) | Clase(s) de uniforme(s) | Precio(s) de Uniforme(s) (Puntos de Comando)                                       |
| ------------------------ | --------------------- | --------------------------- | ------------------------------------------------- | --- | --- | ---------------------------------------------------------------------------------- |
| Adam Warlock             | Detonante             |                             |                                                   | | |                                                                                    |
| Agente Venom             | Espía                 | 135                         | JCJ #13                                           | N/A | N/A | N/A                                                                                |
| Ángel                    | Generalista           | 135                         | JCJ #9                                            | Arcángel de Fuerza X Increíble | Combatiente y Detonante | 90 y 90                                                                            |
| Ángela                   | Combatiente           | 135                         | JCJ #19                                           | N/A | N/A | N/A                                                                                |
| Anti-Venom               | Guardia               | 200                         | Operación Especial #18                            | N/A | N/A | N/A                                                                                |
| Antorcha Humana          | Detonante             | 33                          | N/A                                               | Antorcha Humana de Annihilus | Detonante y Guardia | 42 y 53 respectivamente                                                            |
| Ares                     | Guardia               | 200                         | Operación Especial #12                            | N/A | N/A | N/A                                                                                |
| Arreglador               | Detonante             |                             | Cajas Fuertes Mecánicas                           | N/A | N/A | N/A                                                                                |
| Avalancha                | Combatiente           | Expirado                    | Cajas Fuertes Reverberantes                       | N/A | N/A | N/A                                                                                |
| Avispa                   | Espía                 | 90                          | N/A                                               | N/A | N/A | N/A                                                                                |
| Bala de Cañón            | Detonante             | 200                         | Operación Especial #19                            | N/A | N/A | N/A                                                                                |
| Barón Mordo              | Detonante             | Bloqueado                   | Cajas Fuertes Arcanas                             | N/A | N/A | N/A                                                                                |
| Bestia                   | Estratega             | 90                          | N/A                                               | Jinete de la Peste | |                                                                                    |
| Beta Ray Bill            | Guardia y Detonante   | 200                         | Operación Especial #24                            | N/A | N/A | N/A                                                                                |
| Bishop                   | Guardia               | 135                         | JCJ #10                                           | N/A | N/A | N/A                                                                                |
| Blade                    | Combatiente           | 200                         | Operación Especial #22                            | N/A | N/A | N/A                                                                                |
| Bomba-A                  | Espía                 | 135                         | JCJ #24                                           | N/A | N/A | N/A                                                                                |
| Bruja Escarlata          | Detonante             | 90                          | N/A                                               | - Bruja Escarlata de Transia - Bruja Escarlata de Avengers: Era de Ultrón                                                           | Detonante y Espía | Era de Ultron: 34 y 48 respectivamente                                             |
| Búmeran                  | Estratega             | Bloqueado                   | Cajas Fuertes de Búmeran                          | N/A | N/A | N/A                                                                                |
| Caballero América        |                       |                             |                                                   | | |                                                                                    |
| Caballero Luna           | Generalista           | 90                          | Tareas                                            | N/A | N/A | N/A                                                                                |
| Caballero Negro          | Estratega             | 90                          | N/A                                               | N/A | N/A | N/A                                                                                |
| Cable                    | Detonante             | 135                         | JCJ #2                                            | N/A | N/A | N/A                                                                                |
| Cammi                    | Estratega             | 200                         | Operación Especial #33                            | N/A | N/A | N/A                                                                                |
| Capa y Daga              | Espía y Combatiente   | 135                         | JCJ #29                                           | N/A | N/A | N/A                                                                                |
| Capitán América          | Estratega             | 90                          | N/A                                               | - Capitán América de la SGM - Capitán América de Los Vengadores - Capitán Steve Rogers - Capitán América de Avengers: Era de Ultrón | - Estratega y Guardia - Estratega y Guardia - Estratega y Combatiente - Estratega y Generalista                                                                       | - 34 y 48 respectivamente - 34 y 48 respectivamente - 60 - 34 y 48 respectivamente |
| Capitán Britania         | Guardia               | 90                          | N/A                                               | N/A | N/A | N/A                                                                                |
| Centinela Omega          | Combatiente           | Expirado                    | Cajas Fuertes Omega                               | N/A | N/A | N/A                                                                                |
| Chase Stein              | Combatiente           | 200                         | Operación Especial #25                            | N/A | N/A | N/A                                                                                |
| Chica Ardilla            | Combatiente           | 90                          | Tareas                                            | Chida Ardilla: cosplay de Howard | combatiente y Estratega | 63 y 74 respectivamente                                                            |
| Colleen Wing             | Generalista           | 135                         | JCJ #26                                           | N/A | N/A | N/A                                                                                |
| Coloso                   | Guardia               | 23                          | N/A                                               | - Coloso moderno - Coloso Phoenix Five                                                                                              | - Combatiente y Guardia - Guardia y Combatiente | - 42 y 32 respectivamente - 27 y 38 respectivamente                                |
| Constrictor              | Estratega             | Expirado                    | Cajas Fuertes Enlazadas                           | N/A | N/A | N/A                                                                                |
| Crystal                  | Detonante             | 200                         | Operación Especial #23                            | N/A | N/A | N/A                                                                                |
| Cíclope                  | Estratega             | 15                          | N/A                                               | - Cíclope Phoenix Five - Cíclope Increíble                                                                                          | - Estratega y Detonante | - 34 y 45 respectivamente                                                          |
| Daimon Hellstrom         | Detonante             | 200                         | Operación Especial #11                            | Angrir, destructor de almas | - Detonante y Espía |                                                                                    |
| Daredevil                | Combatiente           | 48                          | N/A                                               | - Daredevil original - Daredevil: el hombre sin miedo                                                                               | |                                                                                    |
| Deadpool                 | Combatiente           | 135                         | JCJ #1                                            | Deadpool de Fuerza X Increíble | |                                                                                    |
| Death Locket             | Detonante             |                             | Tareas                                            | N/A | N/A | N/A                                                                                |
| Deathlok                 | Detonante             | 135                         | JCJ #21                                           | N/A | N/A | N/A                                                                                |
| Destructor               | Generalista           | Expirado                    | Cajas Fuertes Irrompibles                         | N/A | N/A | N/A                                                                                |
| Dientes de Sable         | Combatiente           | Expirado                    | Cajas Fuertes Dentudas                            | N/A | N/A | N/A                                                                                |
| Doctor Doom              | Estratega             |                             | - Cajas Fuertes Amenazantes - Tareas              | N/A | N/A | N/A                                                                                |
| Doctor Vudú              | Detonante             | 90                          | N/A                                               | N/A | N/A | N/A                                                                                |
| Domino                   | Detonante             | 135                         | JCJ #12                                           | N/A | N/A | N/A                                                                                |
| Dr. Strange              | Estratega             | 23                          | N/A                                               | Dr. Strange moderno | |                                                                                    |
| Dragón Lunar             |                       |                             |                                                   | | |                                                                                    |
| Drax                     | Combatiente           | 135                         | JCJ #16                                           | Drax el Destructor Guardián | |                                                                                    |
| Electro                  | Detonante             |                             | Cajas Fuertes Chispeantes                         | N/A | N/A | N/A                                                                                |
| Elektra                  | Espía                 | Expirado                    | Cajas Fuertes Sombrías                            | N/A | N/A | N/A                                                                                |
| Elsa Bloodstone          | Detonante             | 90                          | N/A                                               | N/A | N/A | N/A                                                                                |
| Emma Frost               | Estratega             | 200                         | Operación Especial #2                             | Emma Frost Phoenix Five | |                                                                                    |
| Encantadora              | Espía                 | Expirado                    | Cajas Fuertes Encantadoras                        | N/A | N/A | N/A                                                                                |
| Escarabajo               | Estratega y Espía     | 135                         | JCJ #30                                           | N/A | N/A | N/A                                                                                |
| Espiral                  | Espía                 | 135                         | JCJ #11                                           | N/A | N/A | N/A                                                                                |
| Estrella Rota            | Combatiente           | 135                         | JCJ #7                                            | N/A | N/A | N/A                                                                                |
| Faiza Hussain            |                       |                             |                                                   | | |                                                                                    |
| Fandral                  | Espía y Estratega     | 90                          | N/A                                               | N/A | N/A | N/A                                                                                |
| Fantomex                 | Estratega             | 135                         | JCJ #6                                            | N/A | N/A | N/A                                                                                |
| Fuego Solar              | Detonante             | 90                          | Tareas                                            | N/A | N/A | N/A                                                                                |
| Fénix                    | Detonante             | 48                          | N/A                                               | - Fénix de corona blanca - Fénix Phoenix Five                                                                                       | |                                                                                    |
| Gambito                  | Espía                 | 90                          | N/A                                               | N/A | N/A | N/A                                                                                |
| Gamora                   | Estratega             | 90                          | N/A                                               | Gamora Guardiana | |                                                                                    |
| Gata Infernal            | Combatiente           | 135                         | JCJ #28                                           | N/A | N/A | N/A                                                                                |
| Gata Negra               | Espía                 | 23                          | N/A                                               | Gata Negra de Garras | |                                                                                    |
| Gorgón                   | Guardia               | 90                          | N/A                                               | N/A | N/A | N/A                                                                                |
| Groot                    | Guardia               | 90                          | N/A                                               | Groot Guardián | |                                                                                    |
| Halcón                   | Espía                 | 200                         | Operación Especial #17                            | N/A | N/A | N/A                                                                                |
| Hank Pym                 | Estratega             | 200                         | Operación Especial #7                             | N/A | N/A | N/A                                                                                |
| Havok                    | Detonante             | 135                         | Operación Especial #6                             | N/A | N/A | N/A                                                                                |
| Heimdall                 | Guardia               | 200                         | Operación Especial #14                            | N/A | N/A | N/A                                                                                |
| Hércules                 | Guardia               | 90                          | N/A                                               | N/A | N/A | N/A                                                                                |
| Híbrido                  | Detonante             |                             | - Cajas Fuertes Simbióticas - Tareas              | - Híbrido Agonía - Híbrido Azotador - Híbrido Fago - Híbrido Disturbio                                                              | |                                                                                    |
| Hiperión                 | Guardia               |                             | Cajas Fuertes Atómicas                            | Hiperión moderno | |                                                                                    |
| Hogun                    | Espía y Combatiente   | 135                         | JCJ #14                                           | N/A | N/A | N/A                                                                                |
| Hombre Araña             | Espía                 | 90                          | N/A                                               | - Hombre Araña de traje negro - Hombre Araña Fundación Futura - Sorprendente Hombre Araña                                           | |                                                                                    |
| Hombre Araña 2099        | Combatiente           | 90                          | N/A                                               | N/A | N/A | N/A                                                                                |
| Hombre de Arena          | Guardia               |                             | Cajas Fuertes Arenosas                            | N/A | N/A | N/A                                                                                |
| Hombre Hormiga           | Espía                 | 200                         | Operación Especial #28                            | N/A | N/A | N/A                                                                                |
| Hombre Maravilla         | Guardia               | 200                         | Operación Especial #10                            | N/A | N/A | N/A                                                                                |
| Hulk                     | Guardia               | 90                          | N/A                                               | - Hulk: Era de Ultrón - Guerra Mundial Hulk - Hulk de Los Vengadores - Hulk Gris                                                    | |                                                                                    |
| Hulk Rojo                | Estratega             | 135                         | JCJ #8                                            | N/A | N/A | N/A                                                                                |
| Iceman                   | Guardia               | 200                         | Operación Especial #16                            | Jinete de la Muerte | |                                                                                    |
| Iron Man                 | Detonante             | Gratis, al inicio del juego | N/A                                               | - Iron Man de Avengers: Era de Ultrón - Armadura Mk V de Iron Man - Iron Man de Los Vengadores - Armadura Mk 42 de Iron Man         | - Detonante y Guardia (Clase Doble de Guardia y Detonante cuando se transforma en Hulkbuster) - Estratega y Detonante - Estratega y Detonante - Estratega y Detonante | - Expirado - 60 y 45 - 66 y 50 - 74 y 63                                           |
| Jessica Jones            | Guardia               | 200                         | Operación Especial #31                            | N/A | N/A | N/A                                                                                |
| Ka-Zar                   | Guardia y Combatiente | 200                         | Operación Especial #21                            | N/A | N/A | N/A                                                                                |
| Kamala Khan              | Combatiente           | 90                          | N/A                                               | N/A | N/A | N/A                                                                                |
| Kang                     | Estratega             |                             | Cajas Fuertes Atemporales                         | N/A | N/A | N/A                                                                                |
| Karnak                   | Combatiente           | 135                         | JCJ #17                                           | N/A | N/A | N/A                                                                                |
| Karolina Dean            | Detonante             | 90                          | N/A                                               | N/A | N/A | N/A                                                                                |
| Kate Bishop              | Estratega             | 90                          | N/A                                               | N/A | N/A | N/A                                                                                |
| Kitty Pryde              | Espía                 | 33                          | N/A                                               | Kitty Pryde como Gata Sombra | |                                                                                    |
| Kraven el Cazador        | Estratega             | 135                         | JCJ #27                                           | N/A | N/A | N/A                                                                                |
| La Mole                  | Guardia               | 33                          | N/A                                               | Mole Fundación Futura | |                                                                                    |
| Lagarto                  | Estratega             |                             | Cajas Fuertes Reptilianas                         | N/A | N/A | N/A                                                                                |
| Leviatán                 | Guardia               |                             | Cajas Fuertes Imparables                          | N/A | N/A | N/A                                                                                |
| Loki                     | Estratega             |                             | Cajas Fuertes Arteras                             | N/A | N/A | N/A                                                                                |
| Luke Cage                | Combatiente           | 23                          | N/A                                               | Nul, destructor de mundos | |                                                                                    |
| Magik                    | Combatiente           | 200                         | Operación Especial #3                             | Magik de los Nuevos Mutantes | |                                                                                    |
| Magneto                  | Estratega             |                             | Cajas Fuertes Magnéticas                          | N/A | N/A | N/A                                                                                |
| Mantis                   | Combatiente           | 200                         | Operación Especial #35                            | N/A | N/A | N/A                                                                                |
| Maravilla Azul           | Generalista           | 200                         | Operación Especial #34                            | N/A | N/A | N/A                                                                                |
| Medusa                   | Espía                 | 90                          | N/A                                               | N/A | N/A | N/A                                                                                |
| Mercurio                 | Combatiente           | 48                          | N/A                                               | - Mercurio de Avengers: Era de Ultrón - Traje azul de Mercurio                                                                      | |                                                                                    |
| Misty Knight             | Detonante             | 135                         | JCJ #25                                           | N/A | N/A | N/A                                                                                |
| Molly Hayes              | Guardia               | 90                          | N/A                                               | N/A | N/A | N/A                                                                                |
| Morbius                  | Espía                 | 90                          | Tareas                                            | N/A | N/A | N/A                                                                                |
| Ms. Marvel               | Detonante             | 15                          | N/A                                               | - Capitán Marvel - Ms. Marvel original                                                                                              | |                                                                                    |
| Mujer Araña              | Combatiente           | 33                          | N/A                                               | Kuurth, destructora de piedra | |                                                                                    |
| Mujer Hulk               | Guardia               | 15                          | N/A                                               | Skirn, destructora de hombres | |                                                                                    |
| Mujer Hulk Roja          | Generalista           | 200                         | Operación Especial #32                            | N/A | N/A | N/A                                                                                |
| Mujer Invisible          | Espía                 | 15                          | N/A                                               | Mujer Invisible Fundación Futura | |                                                                                    |
| Máquina de Guerra        | Estratega             | 48                          | N/A                                               | - Máquina de guerra original - Iron Patriot                                                                                         | |                                                                                    |
| Nico Minoru              | Detonante             | 200                         | Operación Especial #15                            | N/A | N/A | N/A                                                                                |
| Nocturno                 | Espía                 | 48                          | N/A                                               | Nocturno de capa y espada | |                                                                                    |
| Nova                     | Detonante             | 135                         | JCJ #18                                           | N/A | N/A | N/A                                                                                |
| Ojo de Halcón            | Estratega             | 1                           | N/A                                               | - Ojo de Halcón de Era Heroica - Ojo de Halcón de los Vengadores - Ojo de Halcón de Avengers: Era de Ultrón                         | |                                                                                    |
| Pantera Negra            | Estratega             | 48                          | N/A                                               | Pantera Negra Jungla Urbana | Guardia y Estratega | 60 y 48                                                                            |
| Pato Howard              | Estratega             |                             | - Cajas Fuertes Patoteras - Tareas                | N/A | N/A | N/A                                                                                |
| Phyla-Vell               |                       |                             |                                                   | | |                                                                                    |
| Piedra Lunar             | Estratega             |                             | Cajas Fuertes Psicópatas                          | N/A | N/A | N/A                                                                                |
| Psylocke                 | Espía                 | 135                         | JCJ #3                                            | Psylocke de Fuerza X Increíble | |                                                                                    |
| Punisher                 | Generalista           | 135                         | JCJ #4                                            | N/A | N/A | N/A                                                                                |
| Puño de Hierro           | Combatiente           | 15                          | N/A                                               | Puño de Hierro de Era Heroica | |                                                                                    |
| Pájaro Burlón            | Generalista           | 200                         | Operación Especial #1                             | Nerkkod, destructora de océanos | |                                                                                    |
| Pájaro Cantor            |                       |                             |                                                   | | |                                                                                    |
| Rayo Negro               | Estratega             | 200                         | Operación Especial #13                            | N/A | N/A | N/A                                                                                |
| Rescate                  | Estratega             | 200                         | Operación Especial #9                             | N/A | N/A | N/A                                                                                |
| Richard Rider            |                       |                             |                                                   | | |                                                                                    |
| Rocket Raccoon           | Detonante             | 135                         | JCJ #15                                           | Rocket Raccoon Guardián | |                                                                                    |
| Ronan                    |                       |                             |                                                   | | |                                                                                    |
| Satana                   | Espía                 |                             | Cajas Fuertes Demoníacas                          | N/A | N/A | N/A                                                                                |
| Seda                     | Generalista           | 200                         | Operación Especial #29                            | N/A | N/A | N/A                                                                                |
| Shanna                   | Espía                 | 90                          | Tareas                                            | N/A | N/A | N/A                                                                                |
| Shocker                  | Detonante             |                             | Cajas Fuertes Electrizantes                       | N/A | N/A | N/A                                                                                |
| Sif                      | Combatiente           | 23                          | N/A                                               | Sif con armadura moderna | |                                                                                    |
| Soldado del Invierno     | Espía                 |                             | Cajas Fuertes Invernales                          | N/A | N/A | N/A                                                                                |
| Sorprendente Mujer Araña | Detonante             | 90                          | N/A                                               | Sorprendente Chica Araña | |                                                                                    |
| Spider-Girl              | Guardia               | 135                         | JCJ #23                                           | N/A | N/A | N/A                                                                                |
| Spider-Gwen              | Guardia               | 90                          | N/A                                               | N/A | N/A | N/A                                                                                |
| Spider-Man Noir          | Generalista           | 135                         | JCJ #22                                           | N/A | N/A | N/A                                                                                |
| Spitfire                 | Combatiente           | 200                         | Operación Especial #30                            | N/A | N/A | N/A                                                                                |
| Sr. Fantástico           | Estratega             | 48                          | N/A                                               | Sr. Fantástico Fundación Futura | Espía y Estratega | 66 y 50                                                                            |
| Star-Lord                | Espía                 | 200                         | Operación Especial #20                            | Star-Lord moderno | |                                                                                    |
| Superior Spider-Man      | Estratega             |                             | Cajas Fuertes Superiores                          | N/A | N/A | N/A                                                                                |
| Taskmaster               | Generalista           |                             | Cajas Fuertes Miméticas                           | N/A | N/A | N/A                                                                                |
| Temblor                  | Estratega             | 90                          | N/A                                               | N/A | N/A | N/A                                                                                |
| Thane                    | Detonante             |                             | Cajas Fuertes Inhumanas                           | N/A | N/A | N/A                                                                                |
| Thor                     | Guardia               | 90                          | N/A                                               | - Thor de Avengers: Era de Ultrón - Thor con armadura moderna - Thor de Los Vengadores - Thor poderoso                              | |                                                                                    |
| Thor (Jane Foster)       | Combatiente           | 200                         | Operación Especial #34                            | N/A | N/A | N/A                                                                                |
| Thundra                  | Guardia               | 90                          | N/A                                               | N/A | N/A | N/A                                                                                |
| Tigra                    | Espía                 | 90                          | N/A                                               | N/A | N/A | N/A                                                                                |
| Titania                  | Generalista           | 90                          | N/A                                               | - Titania moderna - Jinete del Hambre                                                                                               | |                                                                                    |
| Tormenta                 | Detonante             | 48                          | N/A                                               | Tormenta clásica | |                                                                                    |
| Ultimate Spider-Man      | Espía                 | 200                         | Operación Especial #27                            | N/A | N/A | N/A                                                                                |
| Union Jack               | Combatiente           | 90                          | N/A                                               | N/A | N/A | N/A                                                                                |
| Valkiria                 | Guardia               | 200                         | Operación Especial #5                             | N/A | N/A | N/A                                                                                |
| Vengador Fantasma        | Combatiente           | 200                         | Operación Especial #4                             | N/A | N/A | N/A                                                                                |
| Ventisca                 | Detonante             |                             | - Cajas Fuertes Conservadoras - Tareas            | N/A | N/A | N/A                                                                                |
| Victor Mancha            | Espía                 | 135                         | JCJ #20                                           | N/A | N/A | N/A                                                                                |
| Visión                   | Detonante             | 200                         | Operación Especial #8                             | Visión de Avengers: Era de Ultrón                                                                                                   | |                                                                                    |
| Viuda Negra              | Espía                 | Gratis, al inicio del juego | N/A                                               | - Viuda Negra de los Vengadores - Viuda Negra con traje gris - Viuda Negra de Avengers: Era de Ultrón                               | |                                                                                    |
| Volstagg                 | Combatiente y Guardia | 90                          | Tareas                                            | N/A | N/A | N/A                                                                                |
| White Tiger              |                       |                             |                                                   | | |                                                                                    |
| Wolverine                | Combatiente           | 90                          | N/A                                               | - Wolverine de Fuerza X Increíble - Wolverine marrón y tostado                                                                      | |                                                                                    |
| X-23                     | Guardia               | 135                         | JCJ #5                                            | Jinete de la Guerra | |                                                                                    |

### Agente
El agente es el avatar del jugador, y puede ser personalizado de varias maneras.

#### Aspecto físico
El rostro del agente se elige cuando se juega el juego por primera vez y también se elige el nombre del agente. Ambas características se pueden cambiar de manera gratuita en cualquier momento del juego accediendo a la página de escuadra, seleccionando al agente y oprimir la opción de "personalizar".

#### Armas
El agente usa diferentes armas para poder pelear en batallas. Estas armas se consiguen de varias maneras. Pueden ser obtenidas por medio de ruletas, recompensas de despliegues o incursiones, consiguiendo 5 estrellas en las misiones de la temporada uno, completando las 6 misiones de un capítulo de la temporada 2 en modo desafío o comprándolas en la tienda.

##### Nivel de poder de arma
El nivel de poder del arma depende del tipo del arma que sea. Si el arma es un arma normal, el arma irá subiendo de nivel de poder conforme el agente suba de nivel hasta que el arma alcance su máximo nivel de poder, cuando llega ahí el arma no subirá más. Un arma dorada irá subiendo de poder conforme el agente suba de nivel y su límite de poder es el nivel máximo del agente (300+). Un arma personalizada adquiere el nivel de poder igual al nivel del agente cuando la consigue y se queda así. Las armas personalizadas pueden ser reforjadas por 48 oros y adquieren un nuevo nivel de poder igual que el nivel del agente cuando la reforja.

##### Blanco del arma
Un arma puede tener diferentes objetivos dependiendo del arma. Un arma puede usarse sobre el mismo agente, un aliado, un enemigo, todos los aliados, todos los enemigos o todos en la pelea. La mayoría de las armas que se aplican sobre el agente o los aliados dan efectos positivos (potenciadores) mientras que los que se aplican a los enemigos son efectos negativos (despotenciadores).

##### Acciones rápidas y gratis
Algunas armas tienen el potenciador de "Acción rápida" o "Acción gratis". Cuando una acción es rápida, al usarla el agente obtiene un turno adicional seguido, pero también un despotenciador llamado "Exhausto" (el cual tiene una duración de 1 turno) el cual le impide al agente tener turnos adicionales y convierte las acciones rápidas en acciones normales, por esto el agente solo puede utilizar una acción rápida por turno.
Una "Acción gratis" tiene la misma función que una acción rápida, a excepción que esta no deja "Exhausto".

##### Espacios para equipar armas
El agente puede equipar hasta 5 armas simultáneamente en los espacios de armas, espacios que se van desbloqueando mientras el juego progresa. También se pueden desbloquear los espacios con oros en cualquier momento. El quinto espacio solo se desbloquea con Oros.
| Espacio | Desbloquo a nivel de Agente | Desbloqueo por Oro                                       |
| ------- | --------------------------- | -------------------------------------------------------- |
| Primero | Inicio del juego            | N/A                                                      |
| Segundo | 2                           | N/A                                                      |
| Tercero | 20                          | 128                                                      |
| Cuarto  | 60                          | 256                                                      |
| Quinto  | N/A                         | 64 (Requiere que el agente esté a nivel 60 para comprar) |

#### Nivel del agente
Después de terminar una pelea, a los héroes y al agente se les otorga PE (experiencia), cuando el agente alcanza un cierto número de experiencia sube de nivel y su nivel de experiencia regresa a 0 más los puntos de PE adicionales que le sobraron para llegar al nivel, por ejemplo: Si un agente necesita 200 PE para subir de nivel y tiene 197 PE y termina una pelea en la cual se le otorgan 23 puntos de PE, el agente ahora será un agente del nivel siguiente con un puntaje de PE de 20 puntos.
La cantidad de PE que necesita un agente para subir de nivel va aumentando de acuerdo al nivel del agente hasta llegar al nivel 161, de ese nivel en adelante se necesitan 4000 PE para subir de nivel. El nivel máximo del juego es 300+. Una vez que el agente llega al nivel 300 se necesitan 16 000 PE para subir de nivel, pero en vez de aumentar de nivel ahora el agente solo se convierte en agente de nivel 300+. Cuando el agente llega a nivel 300+ puede aún puede acumular PE para subir de nivel, solo que no pasará a mayor nivel, ya se quedará en 300+. Esto es beneficioso porque cuando el agente sube de nivel se le otorga un oro y a veces desbloquea ciertas cosas en la tienda o investigaciones, entonces, a pesar de haber alcanzado el nivel máximo el agente puede seguir "subiendo" de nivel para conseguir oros.

#### Uniformes de agente
El agente puede cambiar el atuendo que trae puesto para poder obtener diferentes beneficios como cambiar de clase, poder equipar más Isos-8 o poder equipar Isos-8 potenciados. Los uniformes del agente se pueden comprar en la tienda con plata (después de haberlos investigado), comprar con oros en la tienda o obtener como recompensa de torneo de JCJ.

### Misiones
Una misión consiste en un conjunto de batallas que culminan con una pelea con el jefe de la misión. Las batallas normales de una misión son contra secuaces del jefe. Las batallas normales de dividen en batallas fáciles, de mediana dificultad y de alta dificultad. La misión tiene lugar en un mapa de una ciudad y las batallas tienen lugar en las construcciones de dicha ciudad. No todos los edificios son peleas, solo los que se iluminan de color azul claro y tienen un ícono de un cráneo (el cual es de color azul, naranja o rojo para una batalla de secuaces de dificultad fácil, mediana o difícil respectivamente) o tienen el rostro del villano sobre de ellos. Después de terminar una pelea al jugador se le da un poco de plata. Dependiendo de la dificultad de la batalla y del rendimiento del jugador se le otorga una cierta cantidad de experiencia al agente y a los héroes.
En la esquina inferior derecha del mapa hay una barra de progreso de la misión, mientras vayas completando batallas la barra va aumentando. Cuando la barra se llena desbloqueas al jefe de la misión, si lo derrotas se desbloquea una ruleta con la cual ganas algún objeto útil en el juego y ahí termina la misión. Al terminar una batalla se te da un puntaje dependiendo de varios aspectos de la pelea. Cuando se termina la misión se suman los puntajes de las batallas para obtener el puntaje de la misión.

#### Despliegues
En las misiones también se encuentran los despliegues. Los despliegues son un tipo de misiones opcionales dentro de las misiones que consisten en mandar a un héroe a realizar algo por un cierto número de peleas. Mientras los héroes estén desplegados no pueden ser utilizados en ninguna pelea (excepto en JCJ). Los héroes que despliegas dependen de la restricción de los despliegues. Dependiendo del tipo de despliegue puedes desplegar cualquier héroe, un héroe de una clase específica o un héroe específico. Cada despliegue completado aporta 500 puntos al puntaje de la misión. Al terminar el tiempo de espera del despliegue se recoge al héroe y se le otorga al jugador una recompensa en un modo de "elige una carta" en la que las recompensas están volteadas y el jugador elige la recompensa sin saber qué es. Al igual que en las ruletas, las recompensas de este modo tienen 9 posibles premios, También se otorga plata al terminar un despliegue.

## Juegos relacionados

### Marvel: Avengers Alliance Tactics
Un juego relacionado con Marvel: Avengers Alliance se llamaba Marvel: Avengers Alliance Tactics, juego que fue hecho por Playdom para Facebook. Se estrenó en junio del 2014. La idea de Marvel: Avengers Alliance Tactics era tomar la mecánica de juego Marvel Avengers Alliance y añadirla a un mapa isométrico en 3D, además de que el jugador elegía 4 agentes o héroes para pelar. El juego fue un fracaso y el 22 de octubre del 2014 se cerró el juego.

### Marvel: Avengers Alliance 2
Una secuela exclusiva para móvil de Marvel Avengers Alliance, Marvel: Avengers Alliance 2 fue lanzado en Filipinas el 27 de julio de 2015, y mundialmente el 30 de marzo de 2016. Incluye nuevos personajes además siendo en 3D. Disney canceló el juego el 30 de septiembre.
MARVEL STRIKE FORCE: es lanzado en 2018 por FoxNext, juego de estrategia en roles, con mecánica similar y la posibilidad de elegir 5 personajes.